# Gran Premio motociclistico d'Austria 1988
Il Gran Premio motociclistico d'Austria fu il settimo appuntamento del motomondiale 1988, si trattò della diciassettesima edizione del Gran Premio motociclistico d'Austria valido per il motomondiale.
Si svolse il 12 giugno 1988 a Salisburgo e ottennero la vittoria Eddie Lawson in classe 500, Jacques Cornu in classe 250 e Jorge Martínez in classe 125, mentre tra i sidecar si impose l'equipaggio Rolf Biland/Kurt Waltisperg.

## Classe 500
Per lo statunitense Eddie Lawson si è trattato del quarto successo della stagione che, unitamente al ritiro dell'australiano Wayne Gardner, gli ha consentito di consolidare il primato in classifica. Sul podio della gara anche il belga Didier de Radiguès e l'altro statunitense Wayne Rainey, con quest'ultimo che guadagna anche il secondo posto in classifica generale.

### Arrivati al traguardo
| Pos. | Pilota               | Moto      | Tempo    | Griglia | Punti |
| ---- | -------------------- | --------- | -------- | ------- | ----- |
| 1    | Eddie Lawson         | Yamaha    | 39.40.63 | 2       | 20    |
| 2    | Didier de Radiguès   | Yamaha    | 39.46.42 | 6       | 17    |
| 3    | Wayne Rainey         | Yamaha    | 39.53.18 | 8       | 15    |
| 4    | Kevin Schwantz       | Suzuki    | 39.54.22 | 4       | 13    |
| 5    | Pierfrancesco Chili  | Honda     | 39.59.94 | 7       | 11    |
| 6    | Kevin Magee          | Yamaha    | 40.02.70 | 11      | 10    |
| 7    | Shunji Yatsushiro    | Honda     | 40.07.46 | 9       | 9     |
| 8    | Ron Haslam           | Elf-Honda | 40.40.08 | 12      | 8     |
| 9    | Robert McElnea       | Suzuki    | 40.41.00 | 10      | 7     |
| 10   | Patrick Igoa         | Yamaha    | 40.48.29 | 13      | 6     |
| 11   | Gustav Reiner        | Honda     | 1 giro   | 18      | 5     |
| 12   | Bruno Kneubühler     | Honda     | 1 giro   | 20      | 4     |
| 13   | Fabio Biliotti       | Honda     | 1 giro   | 19      | 3     |
| 14   | Massimo Broccoli     | Cagiva    | 1 giro   | 15      | 2     |
| 15   | Manfred Fischer      | Honda     | 1 giro   | 21      | 1     |
| 16   | Andreas Leuthe       | Suzuki    | 1 giro   | 23      |       |
| 17   | Franz Holzmeier      | Honda     | 1 giro   | 26      |       |
| 18   | Josef Doppler        | Honda     | 1 giro   | 29      |       |
| 19   | Nicholas Schmassmann | Honda     | 1 giro   | 25      |       |
| 20   | Georg Robert Jung    | Honda     | 1 giro   | 24      |       |
| 21   | Helmut Schütz        | Honda     | 2 giri   | 27      |       |

### Ritirati
| Pilota            | Moto   | Motivo | Griglia |
| ----------------- | ------ | ------ | ------- |
| Moreno Vacondio   | Suzuki |        | 32      |
| Christoph Bürki   | Honda  |        | 31      |
| Randy Mamola      | Cagiva |        | 14      |
| Daniel Amatriaín  | Honda  |        | 30      |
| Alessandro Valesi | Honda  |        | 17      |
| Wayne Gardner     | Honda  |        | 5       |
| Niall Mackenzie   | Honda  |        | 3       |
| Christian Sarron  | Yamaha |        | 1       |
| Marco Papa        | Honda  |        | 16      |
| Marco Gentile     | Fior   |        | 22      |

### Non partito
| Pilota      | Moto  | Motivo | Griglia |
| ----------- | ----- | ------ | ------- |
| Silvo Habat | Honda |        | 28      |

## Classe 250
Nella gara di questa classe si ebbe il settimo vincitore diverso in sette prove disputate nell'anno, in questa occasione si è trattato dello svizzero Jacques Cornu, titolare anche della pole position e del giro più veloce, che ha preceduto al traguardo il tedesco Reinhold Roth e lo spagnolo Juan Garriga.

### Arrivati al traguardo
| Pos. | Pilota               | Moto      | Tempo    | Griglia | Punti |
| ---- | -------------------- | --------- | -------- | ------- | ----- |
| 1    | Jacques Cornu        | Honda     | 31.29.23 | 1       | 20    |
| 2    | Reinhold Roth        | Honda     | 31.29.85 | 2       | 17    |
| 3    | Juan Garriga         | Yamaha    | 31.30.21 | 6       | 15    |
| 4    | Dominique Sarron     | Honda     | 31.30.50 | 3       | 13    |
| 5    | Sito Pons            | Honda     | 31.39.29 | 5       | 11    |
| 6    | Masahiro Shimizu     | Honda     | 31.39.54 | 11      | 10    |
| 7    | Luca Cadalora        | Yamaha    | 31.57.89 | 4       | 9     |
| 8    | Manfred Herweh       | Yamaha    | 31.58.17 | 10      | 8     |
| 9    | Ivan Palazzese       | Yamaha    | 31.58.50 | 9       | 7     |
| 10   | Anton Mang           | Honda     | 32.04.25 | 7       | 6     |
| 11   | Engelbert Neumair    | Aprilia   | 32.14.50 | 14      | 5     |
| 12   | Martin Wimmer        | Yamaha    | 32.14.92 | 18      | 4     |
| 13   | Jean-Philippe Ruggia | Yamaha    | 32.15.11 | 15      | 3     |
| 14   | Harald Eckl          | Aprilia   | 32.15.37 | 16      | 2     |
| 15   | Maurizio Vitali      | Gazzaniga | 32.15.57 | 30      | 1     |
| 16   | Donnie McLeod        | EMC       | 32.16.19 | 25      |       |
| 17   | Guy Bertin           | Yamaha    | 32.16.49 | 21      |       |
| 18   | August Auinger       | Aprilia   | 32.16.98 | 17      |       |
| 19   | Stefan Klabacher     | Aprilia   | 32.33.36 | 34      |       |
| 20   | Hans Becker          | Yamaha    | 32.33.69 | 19      |       |
| 21   | Helmut Bradl         | Honda     | 32.33.98 | 24      |       |
| 22   | Stefano Caracchi     | Honda     | 32.40.66 | 23      |       |
| 23   | Jean-François Baldé  | Defi      | 32.53.81 | 20      |       |
| 24   | Kevin Mitchell       | Yamaha    | 32.54.06 | 36      |       |
| 25   | Massimo Matteoni     | Yamaha    | 32.54.30 | 32      |       |
| 26   | Ivan Troisi          | Yamaha    | 32.54.72 | 33      |       |
| 27   | Jochen Schmid        | Honda     | 32.55.33 | 28      |       |
| 28   | Gary Cowan           | Yamaha    | 1 giro   | 37      |       |

### Ritirati
| Pilota           | Moto    | Motivo | Griglia |
| ---------------- | ------- | ------ | ------- |
| Carlos Cardús    | Honda   |        | 12      |
| Bruno Casanova   | Aprilia |        | 13      |
| Urs Lüzi         | Honda   |        | 35      |
| Javier Cardelús  | Aprilia |        | 27      |
| Carlos Lavado    | Yamaha  |        | 8       |
| Hans Lindner     | Honda   |        | 29      |
| Siegfried Minich | Yamaha  |        | 31      |
| Thomas Bacher    | Rotax   |        | 22      |

### Non partito
| Pilota         | Moto    | Motivo | Griglia |
| -------------- | ------- | ------ | ------- |
| Loris Reggiani | Aprilia |        | 26      |

## Classe 125
Terzo successo nella quattro gare fin qui disputate nella 125 per lo spagnolo Jorge Martínez che ha preceduto l'italiano Ezio Gianola (vincitore dell'unica gara sfuggita a Martinez) e il tedesco Stefan Prein.

### Arrivati al traguardo
| Pos. | Pilota              | Moto   | Tempo    | Griglia | Punti |
| ---- | ------------------- | ------ | -------- | ------- | ----- |
| 1    | Jorge Martínez      | Derbi  | 35.03.59 | 1       | 20    |
| 2    | Ezio Gianola        | Honda  | 35.07.91 | 5       | 17    |
| 3    | Stefan Prein        | Honda  | 35.08.12 | 4       | 15    |
| 4    | Mandy Fisher        | Rotax  | 35.08.86 | 17      | 13    |
| 5    | Mike Leitner        | LCR    | 35.09.08 | 9       | 11    |
| 6    | Hans Spaan          | Honda  | 35.09.46 | 2       | 10    |
| 7    | Gerhard Waibel      | Honda  | 35.09.67 | 6       | 9     |
| 8    | Alfred Waibel       | Waibel | 35.09.93 | 13      | 8     |
| 9    | Gastone Grassetti   | Honda  | 35.13.04 | 10      | 7     |
| 10   | Hubert Abold        | Honda  | 35.13.51 | 8       | 6     |
| 11   | Adi Stadler         | Honda  | 35.16.24 | 7       | 5     |
| 12   | Julián Miralles     | Honda  | 35.16.54 | 18      | 4     |
| 13   | Thierry Feuz        | Rotax  | 35.18.29 | 33      | 3     |
| 14   | Johnny Wickström    | Honda  | 35.34.64 | 21      | 2     |
| 15   | Robin Appleyard     | Honda  | 35.34.86 | 27      | 1     |
| 16   | Hisashi Unemoto     | Honda  | 35.35.55 | 29      |       |
| 17   | Heinz Lüthi         | Honda  | 35.39.49 | 28      |       |
| 18   | Allan Scott         | Honda  | 35.43.19 | 24      |       |
| 19   | Koji Takada         | Honda  | 35.43.63 | 31      |       |
| 20   | Jörg Seel           | Seel   | 35.52.61 | 19      |       |
| 21   | Jean-Claude Selini  | Honda  | 36.05.49 | 15      |       |
| 22   | Robin Milton        | Honda  | 36.05.84 | 32      |       |
| 23   | Jussi Hautaniemi    | Honda  | 36.20.39 | 35      |       |
| 24   | Krysztof Galatowicz | Honda  | 36.20.75 | 34      |       |
| 25   | Bady Hassaine       | Honda  | 36.20.98 | 36      |       |

### Ritirati
| Pilota             | Moto     | Motivo | Griglia |
| ------------------ | -------- | ------ | ------- |
| Pier Paolo Bianchi | Cagiva   |        | 20      |
| Manuel Herreros    | Derbi    |        | 3       |
| Domenico Brigaglia | Rotax    |        | 14      |
| Ian McConnachie    | Cagiva   |        | 23      |
| Reinhard Strack    | Honda    |        | 37      |
| Stefan Dörflinger  | Krauser  |        | 16      |
| Corrado Catalano   | Aprilia  |        | 22      |
| Juan Ramon Bolart  | JJ Cobas |        | 30      |
| Esa Kytölä         | Honda    |        | 11      |
| Lucio Pietroniro   | Honda    |        | 12      |
| Norbert Peschke    | Rotax    |        | 26      |
| Andrés Sánchez     | Rotax    |        | 25      |

### Non qualificato
| Pilota         | Moto  |
| -------------- | ----- |
| Jos van Dongen | Casal |

## Classe sidecar
L'equipaggio Rolf Biland-Kurt Waltisperg vince davanti ad Alain Michel-Jean-Marc Fresc; terzo posto per i campioni in carica Steve Webster-Tony Hewitt. Egbert Streuer-Bernard Schnieders, ancora condizionati da una meccanica non perfetta, chiudono al quinto posto.
In classifica dopo tre gare Biland, 3 volte vincitore, guida con 60 punti, davanti a Webster a 47, Zurbrügg a 34, Streuer a 30 e Michel a 28.

### Arrivati al traguardo (posizioni a punti)[5]
| Pos | Pilota           | Passeggero         | Moto          | Tempo    | Punti |
| --- | ---------------- | ------------------ | ------------- | -------- | ----- |
| 1   | Rolf Biland      | Kurt Waltisperg    | LCR-Krauser   | 32'11"52 | 20    |
| 2   | Alain Michel     | Jean-Marc Fresc    | LCR-Krauser   | +1"90    | 17    |
| 3   | Steve Webster    | Tony Hewitt        | LCR-Krauser   | +2"11    | 15    |
| 4   | Alfred Zurbrügg  | Martin Zurbrügg    | LCR-Yamaha    | +22"48   | 13    |
| 5   | Egbert Streuer   | Bernard Schnieders | LCR-Yamaha    | +35"89   | 11    |
| 6   | Steve Abbott     | Shaun Smith        | Windle-Yamaha | +38"96   | 10    |
| 7   | Pascal Larratte  | Jacques Corbier    | LCR-Yamaha    | +42"04   | 9     |
| 8   | Derek Jones      | Peter Brown        | LCR-Yamaha    | +42"98   | 8     |
| 9   | Bernd Scherer    | Thomas Schröder    | BSR-Krauser   | +58"54   | 7     |
| 10  | Barry Brindley   | Graham Rose        | LCR-Yamaha    | +59"04   | 6     |
| 11  | André Bosman     | David Kellett      | LCR-Yamaha    |          | 5     |
| 12  | Theo van Kempen  | Simon Birchall     | LCR-Yamaha    |          | 4     |
| 13  | Wolfgang Stropek | Hans-Peter Demling | LCR-Krauser   |          | 3     |
| 14  | Gary Thomas      | Geral de Haas      | LCR-Krauser   |          | 2     |
| 15  | Dennis Bingham   | Gary Irlam         | LCR-Yamaha    |          | 1     |